# Витово
Вѝтово или Вѐтово (на гръцки: Δέλτα, Делта, до 1927 година Βίτοβα, Витова или Βήτωβον – Витовон) е обезлюдено село в Република Гърция, разположено на територията на дем Неврокоп (Неврокопи) в област Източна Македония и Тракия.

## География
Село Витово се намира на 540 m надморска височина в югозападните склонове на Родопите и попада в историко-географската област Чеч. Съседните му села са Лозна, Избища, Малошийца, Дъблен и Борово. До селото се стига по асфалтов път от село Борово. Витово е разположено между реките Места и Доспат съвсем близо да мястото, където се сливат - от там гръцкото му име „Делта“. От селото продължава черен път на север към село Избища, като преди това минава през развалините Палея Димирия. Селото е обградено от възвишенията Агиос Константинос – 618 m, Кисян Тепеси – 578 m, Карталкая – 679 m и Капсала – 766 m.

## История

### Етимология
Според Йордан Н. Иванов името на селото е производно от личното име Вито и е сравнимо със селищното име Витачища.

### В Османската империя
В откъс от подробен регистър за ленни владения в Западните Родопи и Сярско, датиран между 1498 и 1502 година, са изброени главите на домакинства в селото, както и продукцията му. Витово е регистрирано като село с 41 немюсюлмански домакинства, 7 неженени немюсюлмани и 2 неженени мюсюлмани. В съкратен регистър на тимари, зиамети и хасове в ливата Паша от 1519 година село Витово (Витова) е вписано както следва – мюсюлмани: 5 домакинства; немюсюлмани: 56 домакинства, неженени – 10, вдовици – 11.
В съкратен регистър на санджаците Паша, Кюстендил, Вълчитрън, Призрен, Аладжа хисар, Херск, Изворник и Босна от 1530 година са регистрирани броят на мюсюлманите и немюсюлманите в населените места. Регистрирано е и село Витово (Витова) с мюсюлмани: 3 домакинства, неженени - 3; немюсюлмани: 60 домакинства, неженени - 6; вдовици - 3. В подробен регистър на санджака Паша от 1569-70 година е отразено данъкоплатното население на Витово както следва: мюсюлмани - 6 семейства и 8 неженени; немюсюлмани - 21 семейства, 20 неженени и 8 вдовици. В подробен регистър за събирането на данъка авариз от казата Неврокоп за 1723 година от село Витово (Витова) са зачислени 16 мюсюлмански домакинства.
В XIX век Витово е мюсюлманско село в Неврокопска каза на Османската империя. В „Етнография на вилаетите Адрианопол, Монастир и Салоника“, издадена в Константинопол в 1878 година и отразяваща статистиката на населението от 1873 година, Витово (Vitovo) е посочено като село с 54 домакинства и 140 жители помаци. Според Стефан Веркович към края на XIX век Витово (Витуву) има помашко мъжко население 171 души, което живее в 54 къщи.
Съгласно статистиката на Васил Кънчов („Македония. Етнография и статистика“) към 1900 година във Витово живеят 340 българи мохамедани в 85 къщи.

### В Гърция
Селото е освободено от османска власт по време на Балканската война от части на българската армия. По данни на БПЦ, към края на 1912 и началото на 1913 година в Витово живеят 66 семейства или общо 320 души.
След Междусъюзническата война от 1913 година Витово попада в пределете на Гърция. Според гръцката статистика, през 1913 година във Витово (Βίττοβα, Витова) живеят 318 души.
По силата на Лозанския мирен договор през 1923 година жителите на селото са изселени в Турция, където са настанени в селата около град Узункьопрю. На тяхно място са заселени 29 гръцки семейства със 103 души - бежанци от Турция. През 1927 година името на селото е сменено от Витова (Βίτοβα) на Делта (Δέλτα). В него се заселват още бежанци от околните села.
Селото пострадва от Гражданската война (1946 - 1949), когато населението му бяга в полските селища. При нормализирането на ситуацията се връщат само част.
Съгласно данните от преброяването през 1991 селото има 22 жители. При преброяването от 2001 година в селото не са регистрирани жители и то вече не фигурира в статистиките.
Според данни от преброяванията в Гърция, населението на Витово през годините е било както следва:
| Година    | 1913 | 1920 | 1928 | 1940 | 1951 | 1961 | 1971 | 1981 | 1991 | 2001 | 2011 | 2021 |
| --------- | ---- | ---- | ---- | ---- | ---- | ---- | ---- | ---- | ---- | ---- | ---- | ---- |
| Население | 318  | 305  | 103  | 206  | 170  | 91   | 29   | 11   | 22   |      |      |      |